# Dorota Kędzierzawska
Dorota Kędzierzawska (ur. 1 czerwca 1957 w Łodzi) – polska reżyserka, scenarzystka i montażystka, dama Krzyża Kawalerskiego Orderu Odrodzenia Polski.
Znana z filmów podejmujących tematy wykluczenia społecznego, takich jak Wrony (1994), Nic (1998), Jestem (2005) oraz Pora umierać (2007) oraz Jutro będzie lepiej (2011). Ważną rolę w jej fabułach odgrywają dzieci, nierzadko dojrzalsze emocjonalnie niż ekranowi dorośli. Twórczość Kędzierzawskiej była interpretowana pod względem inspiracji kinem radzieckim, impresjonizmem i symbolizmem malarskim, slow cinema.
Jej filmy były wielokrotnie nagradzane nie tylko w Polsce, ale i na czołowych międzynarodowych festiwalach filmowych: w Cannes (Wrony), w Berlinie (Jestem, Jutro będzie lepiej), w San Francisco (Pora umierać). Kędzierzawska jest też laureatką dwóch nagród FIPRESCI: za film telewizyjny Koniec świata (w 1989) oraz za poświęcony tematyce aborcyjnej film fabularny Nic (w 1999). Kędzierzawska bywa nazywana jedną z czołowych reżyserek kina polskiego.

## Życiorys

### Młodość i wykształcenie
Przyszła na świat 1 czerwca 1957 roku w Łodzi, jako córka reżyserki Jadwigi Kędzierzawskiej, realizatorki filmów dla dzieci i młodzieży. Jej ojciec wykonywał zawód inżyniera. W młodości Dorota Kędzierzawska przeżyła fascynację filmami takimi jak Czerwony balonik Alberta Lamorisse’a i zdecydowała się podążyć drogą matki.
W latach 1976–1978 studiowała kulturoznawstwo na Uniwersytecie Łódzkim. Studiowała także na Wydziale Reżyserii WGIK w Moskwie, a w 1981 roku ukończyła studia na Państwowej Wyższej Szkole Filmowej, Telewizyjnej i Teatralnej w Łodzi na Wydziale Reżyserii. Opowiadała o niechęci, z jaką spotykała się jako kobieta w obu szkołach filmowych:

Na pierwszym roku byłam nieustającym obiektem żartów. Podczas kiedy Chucyjew dobrotliwie się śmiał, że kiedy mówię dzień dobry, dygam nóżką i się kłaniam, dziekan Kluba całkiem poważnie krzyczał, że prawdziwy reżyser nie czerwieni się, mówi głośno i wyraźnie i nie zawiązuje butów, kiedy odpowiada na pytanie.

Kędzierzawska z trudem przystosowywała się do warunków łódzkiej filmówki. Wspominała: „Przegrywałam we wszystkich rozmowach i dyskusjach o sztuce, czerwieniłam się, czasem bałam, mówiłam zbyt cicho”. Szczególną niechęcią spośród wykładowców darzył ją Henryk Kluba, który nazywał Kędzierzawską „nieudanym zrzutem z Moskwy”.
Na pierwszym roku studiów w łódzkiej szkole filmowej zrealizowała Agnieszkę (1981) o dziewczynce przedstawiającej żyjących w nędzy członków rodziny, a jej kolejny film Jajko (1982) traktował o rodzeństwie żyjącym bez rodziców; Jajko zostało nominowane do studenckiego Oscara w Los Angeles. Kędzierzawska na studiach nakręciła również Początek (1983) o pracownikach łódzkich zakładów włókienniczych i Gucia (1985) o zabawie dwojga siedmiolatków. Poza szkołą filmową reżyserka sfilmowała telewizyjny Koniec świata (1988) o parze starszych osób żyjących rutyną.

### Kariera filmowa

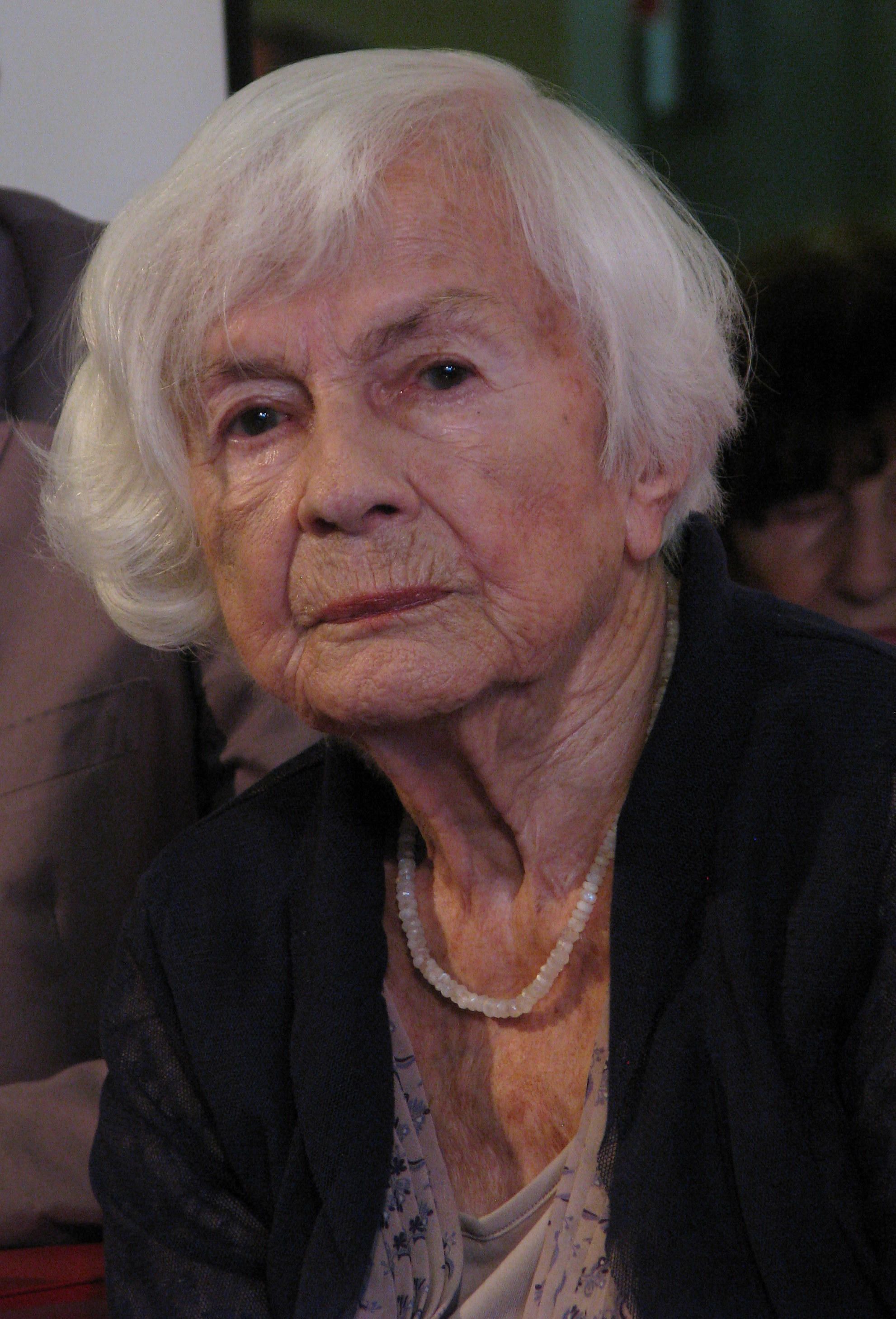
Danuta Szaflarska (na zdjęciu z 2013) była wielokrotnie obsadzana przez Kędzierzawską, między innymi w filmie Pora umierać

Jej pierwszym pełnometrażowym filmem były Diabły, diabły (1991). Opowieść o konflikcie między podgórską polską wsią a przybyłym do niej taborem Romów w latach 60. XX wieku zwracała uwagę ograniczoną do minimum liczbą dialogów oraz sympatią wobec prześladowanej mniejszości. Kędzierzawska na planie filmu mierzyła się z szykanami niektórych członków ekipy filmowej, którzy twierdzili, że „jestem młoda, smarkata i jako reżyserka nie dam sobie rady”.
Najsłynniejszym dziełem Kędzierzawskiej okazały się Wrony (1994). Bohaterka Wron, uboga dziewczynka upokorzona przez nauczycielkę wychowania fizycznego, próbuje odreagować brak akceptacji, porywając trzyletnie dziecko. Wrony odniosły olbrzymi sukces festiwalowy, zdobywając między innymi Nagrodę Specjalną Jury, Nagrodę Publiczności oraz Nagrodę Dziennikarzy na Festiwalu Polskich Filmów Fabularnych i nagrodę Coup de Coeur au Festival na Międzynarodowym Festiwalu Filmowym w Cannes.

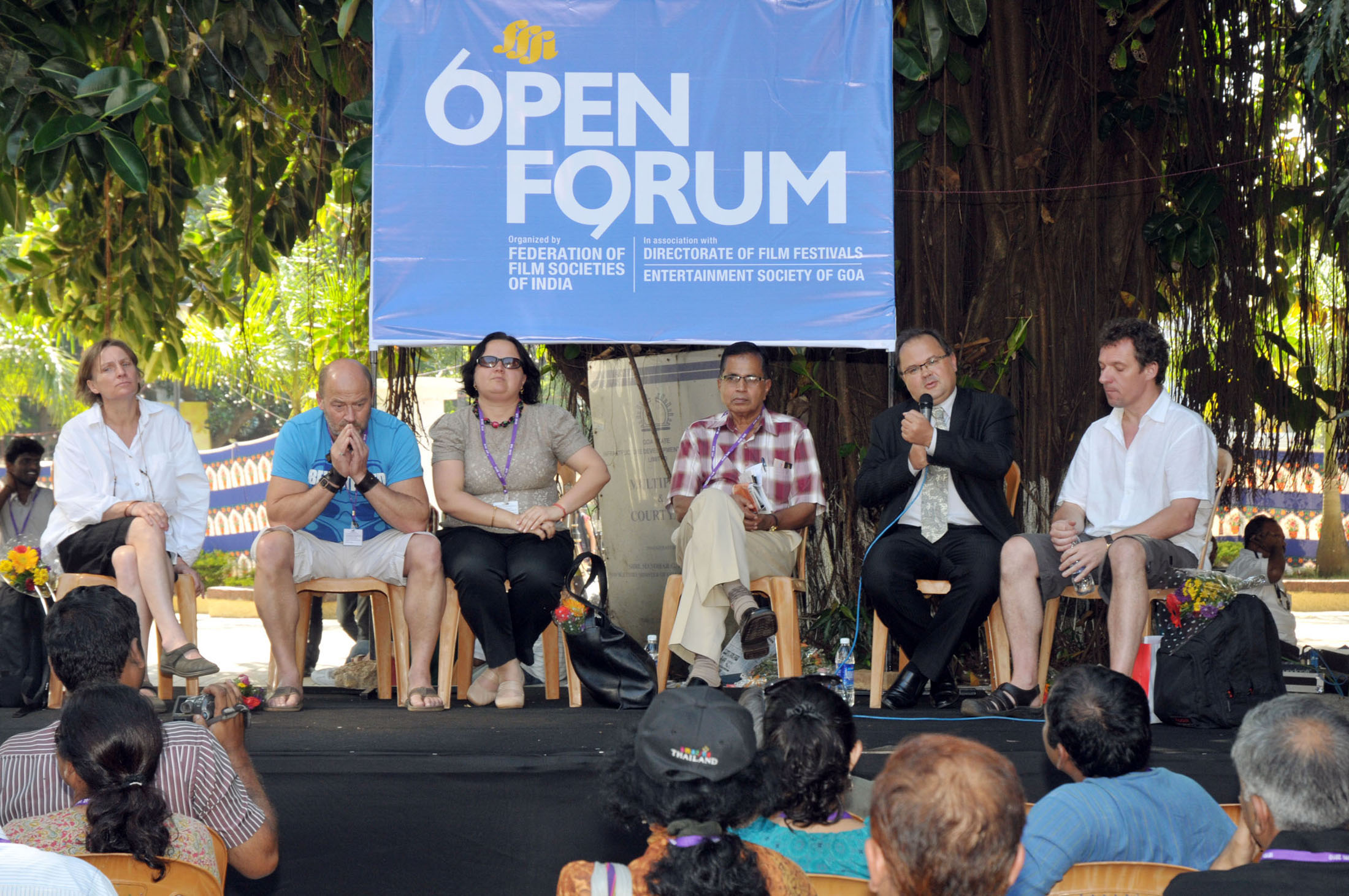
Dorota Kędzierzawska (pierwsza z lewej) na Międzynarodowym Festiwalu Filmowym w Goa, 2010

Spore kontrowersje wywołał z kolei film Nic (1998), poświęcony autentycznej sprawie kobiety wykorzystywanej przez męża, która wychowywała troje dzieci i w akcie desperacji zdecydowała się zabić swoje czwarte dziecko. Nic wpisało się w debatę feministyczną poświęconą aborcji, która de facto została zakazana w Polsce w 1993 roku. Kędzierzawska zajęła jednak wobec tej debaty postawę asekuracyjną, twierdząc, że „nie ma niczego wspólnego z feminizmem”. Nic również zostało wielokrotnie uhonorowane w Gdyni, a autorka otrzymała też między innymi Paszport „Polityki” oraz Nagrodę FIPRESCI na Międzynarodowym Festiwalu Filmowym w Soczi.
Jestem (2005) Kędzierzawska natomiast poświęciła innej autentycznej sprawie chłopca, który uciekł z domu dziecka i zaprzyjaźnił się z dziewczynką z dobrego domu. Jestem był odczytywany jako wariant Wron – tym razem z punktu widzenia chłopca. Za Jestem Kędzierzawska otrzymała między innymi Nagrodę Specjalną Jury w sekcji Kinderfest Międzynarodowego Festiwalu Filmowego w Berlinie. Spory sukces odniósł również film Pora umierać (2007) z udziałem Danuty Szaflarskiej, która odegrała rolę sędziwej pani żyjącej wraz z suczką w opustoszałej warszawskiej willi. Pora umierać była ceniona za grę Szaflarskiej   oraz subtelne ujęcie umierania, stosunku do śmierci, współistnienia z organizmami nieludzkimi.
W 2010 roku Kędzierzawska ukończyła Jutro będzie lepiej, opowieść o trójce bezdomnych rosyjskich chłopców, którzy usiłują przedostać się do Polski. Inspiracją dla reżyserki była zasłyszana w radiu audycja o słuszności decyzji w sprawie deportacji dzieci. Janusz Wróblewski z „Polityki” charakteryzował Jutro będzie lepiej jako „brutalną opowieść o smutku życia, w którym wszystko, co okrutne, zostaje przefiltrowane przez łagodne spojrzenie reżyserki, pragnącej wbrew logice ocalić swoich bohaterów” .
W dokumencie Inny świat (2012), poświęconym w całości Szaflarskiej, Kędzierzawska zapisała wspomnienia pełnej erudycji aktorki z całego swojego życia. Inny świat został dobrze przyjęty przez krytyków; Paweł T. Felis z „Gazety Wyborczej” pisał: „Niebywałe, jak wiele detali z tamtego czasu Danuta Szaflarska pamięta, jak wiele anegdot zapisanych ma w swojej pamięci” .

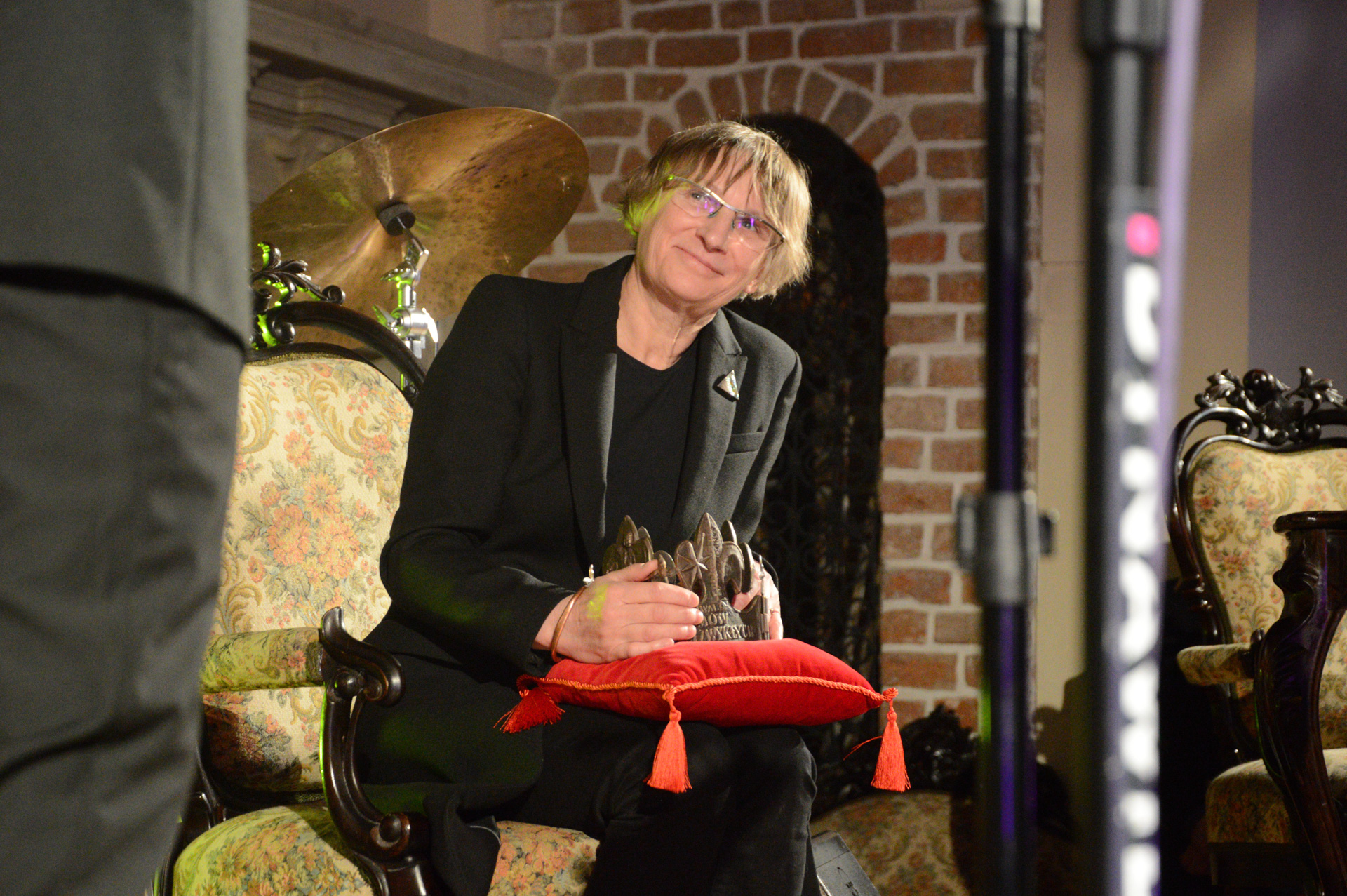
Dorota Kędzierzawska na Festiwalu Filmów-Spotkań NieZwykłych (2017)

Następnie Kędzierzawska wszczęła przygotowania do filmu Żużel (2020), z udziałem zarówno zawodowych aktorów, jak i autentycznych żużlowców. Film został jednak bardzo negatywnie przyjęty zarówno przez publiczność, jak i przez krytyków. Gabriel Krawczyk z portalu Filmweb pisał: „O zasadach rządzących zawodami dowiadujemy się niewiele; o stawce oglądanych właśnie wyścigów nie wiemy nic. Żużel zamienia się w wypełniającą fabularne przerwy watę” . Podobnie źle przyjęty został kolejny projekt Kędzierzawskiej, Sny pełne dymu (2023) o dwojgu nieznajomych: niedoszłej samobójczyni (Żaneta Łabudzka) i chorowitego starca (Krzysztof Globisz), który zamyka ją we własnym domu. Michał Piepiórka kwitował film jako paradoksalnie „irytująco męską fantazję o ratowaniu kobiet z opresji – nawet jeśli one sobie tego nie życzą”, wyrażając zdziwienie tym, że film nakręciła kobieta.

### Działalność okołofilmowa
W 2011 roku Kędzierzawska wraz z Arturem Reinhartem zapoczątkowała roczną inicjatywę „Polska Światłoczuła”. W ramach tego projektu oboje przemierzali Polskę z kinem objazdowym, wizytując wsie i małe miejscowości oraz wyświetlając wyselekcjonowane filmy z projektora cyfrowego.

### Życie prywatne
Jej pierwszym mężem był operator Piotr Mikucki, z którym miała jedną córkę Anielę Mikucką, śpiewaczkę i tancerkę flamenco.

## Styl filmowy
Marcin Radomski umieszcza twórczość Doroty Kędzierzawskiej w obrębie osobnego kina autorskiego. Na jej styl filmowy znacząco wpłynęło kino radzieckie, szczególnie twórczość Andrieja Tarkowskiego, Wasilija Szukszyna, Nikity Michałkowa, Kiry Muratowej i Łarisy Szepitko. W centrum zainteresowań Doroty Kędzierzawskiej znajdują się problemy społeczne (poruszane jeszcze w jej etiudach studenckich): wykluczenie (mniejszość romska w Diabłach), samotność niechcianych lub zaniedbanych dzieci (Wrony, Jestem), aborcja (Nic), starość (Pora umierać) i przymusowa emigracja (Jutro będzie lepiej). Zdaniem Janiny Falkowskiej „bohaterowie filmów Kędzierzawskiej to bezsilne ofiary, które nie potrafią wyrazić swojego gniewu. Ich dosłowne i symboliczne milczenie świadczy o bezradności Polaków w czasach współczesnych”. Iwona Grodź i Robert Stefanowski twierdzą, że głównym tematem filmów Kędzierzawskiej jest dzieciństwo albo po prostu dziecko:

Dorośli są równoprawnymi lub pierwszoplanowymi bohaterami zasadniczo tylko w nielicznych filmach tej reżyserki. Są to albo ludzie dojrzali, którzy występują w roli rodziców lub opiekunów, np. Wrony, Nic, Jestem itp., albo chodzi o starzejącą się kobietę, która decyduje przepisać swój dom sierotom, np. Pora umierać.

To jednak dzieci i młodzież w filmach Kędzierzawskiej okazują się dojrzalsi emocjonalnie aniżeli dorośli, którzy albo zaniedbują swoje obowiązki rodzicielskie (Jestem), albo wręcz nieprzemyślanymi decyzjami pozostawiają swoich podopiecznych na pastwę losu (Nic). Ponadto reżyserka, tworząc swoje filmy, unika emocjonalnego przywiązania do swojej płci: „Pracując nad filmem, nigdy nie myślę o tym, że jestem kobietą”. Kędzierzawska przypominała, że „specyfikę twórczości dyktuje psychologia, fizjologia, natura […]. Fakt, że jestem kobietą, z pewnością wpływa na moje odczucia i emocje, nigdy natomiast taki punkt wyjścia nie determinował mojego myślenia o filmie”. Ewa Mazierska podejrzewała, że niechęć Kędzierzawskiej do przyznawania sobie kategorii „feministki” wynikała ze złych skojarzeń, jakie w Polsce powszechnie budzi myśl feministyczna. 
Zdaniem Eweliny Wejbert-Wąsiewicz kino Kędzierzawskiej jest „konglomeratem realizmu i poetyki baśni”, a sama reżyserka – jedną z najważniejszych osobowości polskiego kina kobiecego. Radomski podkreśla, że twórczość Kędzierzawskiej opiera się na poetyce elips czasowych i zawieszenia, z powolnym kadrowaniem głównych postaci w scenach początkowych. Kino Kędzierzawskiej jest stylistycznie skromne; reżyserka „zdecydowanie odrzuca krzykliwość, bardziej ufa wrażliwości bliskiej symbolistom i impresjonistom”, w związku z tym Radomski porównuje jej twórczość do slow cinema. Sama zainteresowana twierdziła, że uważa „za niedopuszczalne wszelkie działania pod publiczność […]. Nie mogłabym robić filmu wbrew sobie, myśląc wyłącznie o pieniądzach. Chyba najważniejsze jest to, by mówić prawdziwie”.
Od czasu produkcji Wron stałym współpracownikiem Kędzierzawskiej był operator filmowy Artur Reinhart. Ewa Nawój z Culture.pl podkreślała, że „specyficzny styl filmów Kędzierzawskiej, która podejmując tematy charakterystyczne dla kina społecznie zaangażowanego, sięga po język bliski materii poetyckiej i daleki od realizmu, jest w dużej mierze zasługą operatora”. Filmy Kędzierzawskiej we współpracy z Reinhartem są oparte na minimalizmie treści i estetyzacji obrazu – głównego przekaźnika treści dzieł reżyserki.

## Filmografia
| Rok  | Tytuł               | Reżyserka | Scenarzystka | Producentka | Montażystka | Uwagi                                                      |
| ---- | ------------------- | --------- | ------------ | ----------- | ----------- | ---------------------------------------------------------- |
| 1982 | Agnieszka           | T         | T            |             |             | etiuda szkolna                                             |
| 1982 | Jajko               | T         | T            |             |             | etiuda szkolna                                             |
| 1985 | Gucia               | T         | T            |             |             | etiuda szkolna                                             |
| 1988 | Koniec świata       | T         | T            |             |             | film telewizyjny                                           |
| 1991 | Diabły, diabły      | T         | T            |             |             | film fabularny                                             |
| 1994 | Wrony               | T         | T            |             | T           | film fabularny                                             |
| 1998 | Nic                 | T         | T            | T           | T           | film fabularny                                             |
| 2005 | Jestem              | T         | T            |             | T           | film fabularny                                             |
| 2007 | Pora umierać        | T         | T            |             | T           | film fabularny                                             |
| 2010 | Jutro będzie lepiej | T         | T            |             | T           | film fabularny                                             |
| 2012 | Inny świat          | T         | T            |             | T           | film dokumentalny                                          |
| 2020 | Żużel               | T         | T            |             | T           | film fabularny; odpowiedzialna także za kostiumy i casting |
| 2023 | Sny pełne dymu      | T         | T            |             | T           | film fabularny                                             |

## Nagrody
| Rok  | Film                | Festiwal                                                                        | Wyróżnienie                                                                   |
| ---- | ------------------- | ------------------------------------------------------------------------------- | ----------------------------------------------------------------------------- |
| 1982 | Agnieszka           | Festiwal Etiud Studenckich w Łodzi                                              | nagroda TPŁ                                                                   |
| 1983 | Jajko               | Festiwal Etiud Studenckich w Łodzi                                              | I nagroda                                                                     |
| 1984 | Jajko               | Konfrontacje Etiud PWSFTviT i WRiTv UŚ                                          | wyróżnienie w kategorii filmów fabularnych                                    |
| 1986 | Jajko               | Towarzystwo Filmu Socjologicznego i Etnograficznego                             | II Nagroda                                                                    |
| 1986 | Początek            | Towarzystwo Filmu Socjologicznego i Etnograficznego                             | II Nagroda                                                                    |
| 1989 | Koniec świata       | Międzynarodowy Festiwal Filmowy w Mannheim                                      | Złoty Dukat                                                                   |
| 1989 | Koniec świata       | Międzynarodowy Festiwal Filmowy w Mannheim                                      | wyróżnienie Towarzystwa Uniwersytetów Ludowych                                |
| 1989 | Koniec świata       | Międzynarodowy Festiwal Filmowy w Mannheim                                      | nagroda FIPRESCI                                                              |
| 1991 | Diabły, diabły      | Międzynarodowy Festiwal Filmowy dla Dzieci i Młodzieży w Bellinzonie            | Grand Prix Miasta Bellizona                                                   |
| 1991 | Diabły, diabły      | Międzynarodowy Festiwal Filmowy dla Młodzieży w Cannes                          | wyróżnienie Jury Młodzieżowego                                                |
| 1991 | Diabły, diabły      | Festiwal Polskich Filmów Fabularnych                                            | Nagroda Jury                                                                  |
| 1994 | Wrony               | Festiwal Polskich Filmów Fabularnych                                            | Nagroda Specjalna Jury                                                        |
| 1994 | Wrony               | Festiwal Polskich Filmów Fabularnych                                            | Nagroda Publiczności                                                          |
| 1994 | Wrony               | Festiwal Polskich Filmów Fabularnych                                            | Nagroda Dziennikarzy                                                          |
| 1994 | Wrony               | Festiwal Polskich Filmów Fabularnych                                            | Don Kichot, Nagroda Polskiej Federacji Dyskusyjnych Klubów Filmowych          |
| 1994 | Wrony               | Międzynarodowy Festiwal Filmowy w Cannes                                        | Coup de Coeur                                                                 |
| 1994 | Wrony               | Międzynarodowy Festiwal Filmów Komediowych w Vevey                              | Charlie Chaplin                                                               |
| 1995 | Wrony               | Lubuskie Lato Filmowe                                                           | Dyplom Stowarzyszenia Filmowców Polskich                                      |
| 1996 | Wrony               | Międzynarodowy Festiwal Filmów Młodego Widza „Ale Kino!”                        | Złote Koziołki                                                                |
| 1996 | Wrony               | Międzynarodowy Festiwal Filmów Młodego Widza „Ale Kino!”                        | Poznańskie Koziołki za reżyserię                                              |
| 1996 | Wrony               | Międzynarodowy Festiwal Filmów Młodego Widza „Ale Kino!”                        | Poznańskie Koziołki dla najlepszego filmu aktorskiego                         |
| 1996 | Wrony               | Międzynarodowy Festiwal Filmów Młodego Widza „Ale Kino!”                        | Nagroda CIFEJ                                                                 |
| 1998 | Nic                 | Festiwal Polskich Filmów Fabularnych                                            | Nagroda Specjalna Jury                                                        |
| 1998 | Nic                 | Festiwal Polskich Filmów Fabularnych                                            | Nagroda Dziennikarzy                                                          |
| 1999 | Nic                 | Festiwal Filmowy w Denver                                                       | Nagroda im. Krzysztofa Kieślowskiego                                          |
| 1999 | Nic                 | Lubuskie Lato Filmowe                                                           | Brązowe Grono                                                                 |
| 1999 | Nic                 | Polskie Nagrody Filmowe                                                         | Orzeł za najlepszą reżyserię                                                  |
| 1999 | Nic                 | Tygodnik „Polityka”                                                             | Paszport „Polityki”                                                           |
| 1999 | Nic                 | Międzynarodowy Festiwal Filmowy w Soczi                                         | nagroda specjalna jury                                                        |
| 1999 | Nic                 | Międzynarodowy Festiwal Filmowy w Soczi                                         | nagroda FIPRESCI                                                              |
| 1999 | Nic                 | Tarnowska Nagroda Filmowa                                                       | Grand Prix                                                                    |
| 2005 | Jestem              | Festiwal Polskich Filmów Fabularnych                                            | Nagroda Publiczności                                                          |
| 2005 | Jestem              | Klubu Krytyki Filmowej Stowarzyszenia Dziennikarzy Polskich                     | Syrenka Warszawska                                                            |
| 2006 | Jestem              | Międzynarodowy Festiwal Filmowy w Berlinie                                      | Nagroda Specjalna Jury w sekcji „Kinderfilmfest”                              |
| 2007 | Jestem              | Festiwal Filmowy „Free Zone” w Belgradzie                                       | Nagroda Publiczności                                                          |
| 2007 | Pora umierać        | Festiwal Filmów Optymistycznych „Multimedia Happy End”                          | Grand Prix „Złota Ryba”                                                       |
| 2007 | Pora umierać        | Festiwal Polskich Filmów Fabularnych                                            | Złoty Klakier                                                                 |
| 2007 | Pora umierać        | Festiwal Polskich Filmów Fabularnych                                            | Nagroda Prezesa Zarządu Telewizji Polskiej                                    |
| 2007 | Pora umierać        | Festiwal Polskich Filmów Fabularnych                                            | Nagroda Dziennikarzy                                                          |
| 2008 | Pora umierać        | Międzynarodowy Festiwal Filmowy w Leeds                                         | Nagroda Publiczności                                                          |
| 2008 | Pora umierać        | The New York Polish Film Festival                                               | Nagroda Specjalna                                                             |
| 2008 | Pora umierać        | Międzynarodowy Festiwal Filmowy w San Francisco                                 | Nagroda Chrisa Holtera                                                        |
| 2008 | Pora umierać        | Festiwal Reżyserii Filmowej w Świdnicy                                          | Nagroda im. Wojciecha Jerzego Hasa                                            |
| 2008 | Pora umierać        | Tarnowska Nagroda Filmowa                                                       | Grand Prix                                                                    |
| 2008 | Pora umierać        | Międzynarodowy Festiwal Filmowy w Trieście                                      | Wyróżnienie Specjalne                                                         |
| 2008 | Pora umierać        | Międzynarodowy Festiwal Filmowy w Trieście                                      | Nagroda Publiczności                                                          |
| 2008 | Jestem              | Międzynarodowy Festiwal Dziecięcych Filmów i Programów Telewizyjnych w Tajwanie | Nagroda dla Najlepszego Pełnometrażowego Filmu Fabularnego                    |
| 2009 | Pora umierać        | International Female Film Festival w Malmö                                      | Nagroda Główna                                                                |
| 2009 | Pora umierać        | International Female Film Festival w Malmö                                      | Nagroda Publiczności                                                          |
| 2011 | Jutro będzie lepiej | Międzynarodowy Festiwal Filmów dla Dzieci i Młodzieży „Olimpia”                 | Nagroda Jury Dziecięcego dla najlepszego filmu fabularnego                    |
| 2011 | Jutro będzie lepiej | Międzynarodowy Festiwal Filmów dla Dzieci i Młodzieży „Olimpia”                 | Nagroda dla najlepszego filmu fabularnego                                     |
| 2011 | Jutro będzie lepiej | Międzynarodowy Festiwal Filmowy w Berlinie                                      | Nagroda Peace Film                                                            |
| 2011 | Jutro będzie lepiej | Międzynarodowy Festiwal Filmowy w Berlinie                                      | Nagroda dla najlepszego filmu w sekcji „Grand Prix Deutsches Kinderhilfswerk” |
| 2011 | Jutro będzie lepiej | Międzynarodowy Festiwal Filmów Młodego Widza „Ale Kino!”                        | Wyróżnienie Jury                                                              |
| 2011 | Jutro będzie lepiej | Międzynarodowy Festiwal Filmów Młodego Widza „Ale Kino!”                        | Specjalne Wyróżnienie Jury                                                    |
| 2011 | Jutro będzie lepiej | Festiwal Reżyserii Filmowej w Świdnicy                                          | Nagroda Specjalna                                                             |
| 2012 | Jutro będzie lepiej | Festiwal Filmów Polskich „Wisła” w Moskwie                                      | Nagroda Publiczności                                                          |
| 2014 | Inny świat          | Polskie Nagrody Filmowe                                                         | Orzeł za najlepszy film dokumentalny                                          |

## Ordery i odznaczenia
- Krzyż Kawalerski Orderu Odrodzenia Polski (2014)[40].
- Srebrny Medal „Zasłużony Kulturze Gloria Artis” (2014)[41].